# 330
330（三百三十、さんびゃくさんじゅう）は自然数、また整数において、329の次で331の前の数である。

## 性質
- 330は合成数であり、約数は1, 2, 3, 5, 6, 10, 11, 15, 22, 30, 33, 55, 66, 110, 165, 330である。
  - 約数の和は864。
  - 77番目の過剰数である。1つ前は324、次は336。
  - 約数を16個持つ9番目の数である。1つ前は312、次は378。
- 15番目の五角数である。1つ前は287、次は376。
  - 330 = 15 + 16 + 17 + 18 + … + 27 + 28 + 29 (15からの15連続整数の和)
  - 五角数がハーシャッド数になる8番目の数である。1つ前は247、次は715。
- 8番目の五胞体数である。1つ前は210、次は495。
  - 330 = 8 × 9 × 10 × 11/1 × 2 × 3 × 4
- 92番目のハーシャッド数である。1つ前は324、次は333。
  - 6を基とする12番目のハーシャッド数である。1つ前は312、次は402。
- 330 = 2 × 3 × 5 × 11
  - 2番目の四素合成数である。1つ前は210、次は390。(オンライン整数列大辞典の数列 A046386)
  - 四素合成数がハーシャッド数になる2番目の数である。1つ前は210、次は510。
- 三角関数では sin 330° = − 1/2 , cos 330° = √3/2 , tan 330° = − 1/√3 。 また 330° = 11π/6 rad 。
- 330 = 5 × 6 × 11
  - n = 5 のときの n(n + 1)(2n + 1) の値とみたとき1つ前は180、次は546。(オンライン整数列大辞典の数列 A055112)
- 330 = 62 + 72 + 82 + 92 + 102
  - 5連続整数の平方和で表せる6番目の数である。1つ前は255、次は415。
- 330 = 42 + 52 + 172 = 52 + 72 + 162
  - 3つの平方数の和2通りで表せる80番目の数である。1つ前は325、次は331。(オンライン整数列大辞典の数列 A025322)
  - 異なる3つの平方数の和2通りで表せる60番目の数である。1つ前は325、次は333。(オンライン整数列大辞典の数列 A025340)
- 異なる4つの平方数の和14通りで表せる最小の数である。次は366。
  - 異なる4つの平方数の和 n 通りで表せる最小の数である。1つ前の13通りは270、次の15通りは430。(オンライン整数列大辞典の数列 A025417)
- 4つの平方数の和20通りで表せる最小の数である。次は438。
  - 4つの平方数の和 n 通りで表せる最小の数である。1つ前の19通りは370、次の21通りは418。(オンライン整数列大辞典の数列 A025416)
- n = 330 のとき n と n − 1 を並べた数を作ると素数になる。n と n − 1 を並べた数が素数になる40番目の数である。1つ前は328、次は334。(オンライン整数列大辞典の数列 A054211)
- n = 330 のとき n と n + 1 を並べた数を作ると素数になる。n と n + 1 を並べた数が素数になる39番目の数である。1つ前は318、次は338。(オンライン整数列大辞典の数列 A030457)
  - n = 330 のとき n と n − 1 および n と n + 1 を並べた数が素数になる10番目の数である。1つ前は312、次は342。(オンライン整数列大辞典の数列 A068700)
例．330329 と 330331 は素数。またこの2つの素数は双子素数である。
- 330 = 9 × 10 × 11/3
  - n = 9 のときの n(n + 1)(n + 2)/3 の値とみたとき1つ前は240、次は440。(オンライン整数列大辞典の数列 A007290)
    - {\displaystyle 330=\sum _{k=1}^{9}k(k+1)}
- 約数の和が330になる数は1個ある。(218) 約数の和1個で表せる67番目の数である。1つ前は318、次は332。
- 各位の和が6になる22番目の数である。1つ前は321、次は402。

## その他 330 に関連すること
- 西暦330年
- 紀元前330年
- 330年代
- BMW・3シリーズの車種の一つ、330i。
- 日産セドリック・グロリアの1975年 - 1979年に製造されたモデルの型式。
- エアバスA330はエアバス製の旅客機。
- ミサワホームの旧URLは「ミサワ」の語呂合わせからwww.330.co.jpだった。
- 氣志團の2ndアルバム「BOY'S COLOR」のトラック5に収録されている楽曲。作詞：綾小路翔、作曲：星グランマニエ。
- Fa 330 (航空機)
- Tu-330 (航空機)
- ショート 330
- SA 330 (航空機)